# Cercetius
Cercetius is een monotypisch geslacht van spinnen uit de  familie van de Sparassidae (jachtkrabspinnen).

## Soort
- Cercetius perezi Simon, 1902